# Nárameč
Nárameč är en ort i Tjeckien.   Den ligger i regionen Vysočina, i den centrala delen av landet, 150 km sydost om huvudstaden Prag. Nárameč ligger 461 meter över havet och antalet invånare är 355.
Terrängen runt Nárameč är platt. Runt Nárameč är det ganska glesbefolkat, med 39 invånare per kvadratkilometer. Närmaste större samhälle är Třebíč, 8,7 km sydväst om Nárameč. Trakten runt Nárameč består till största delen av jordbruksmark.